# Costa Coffee

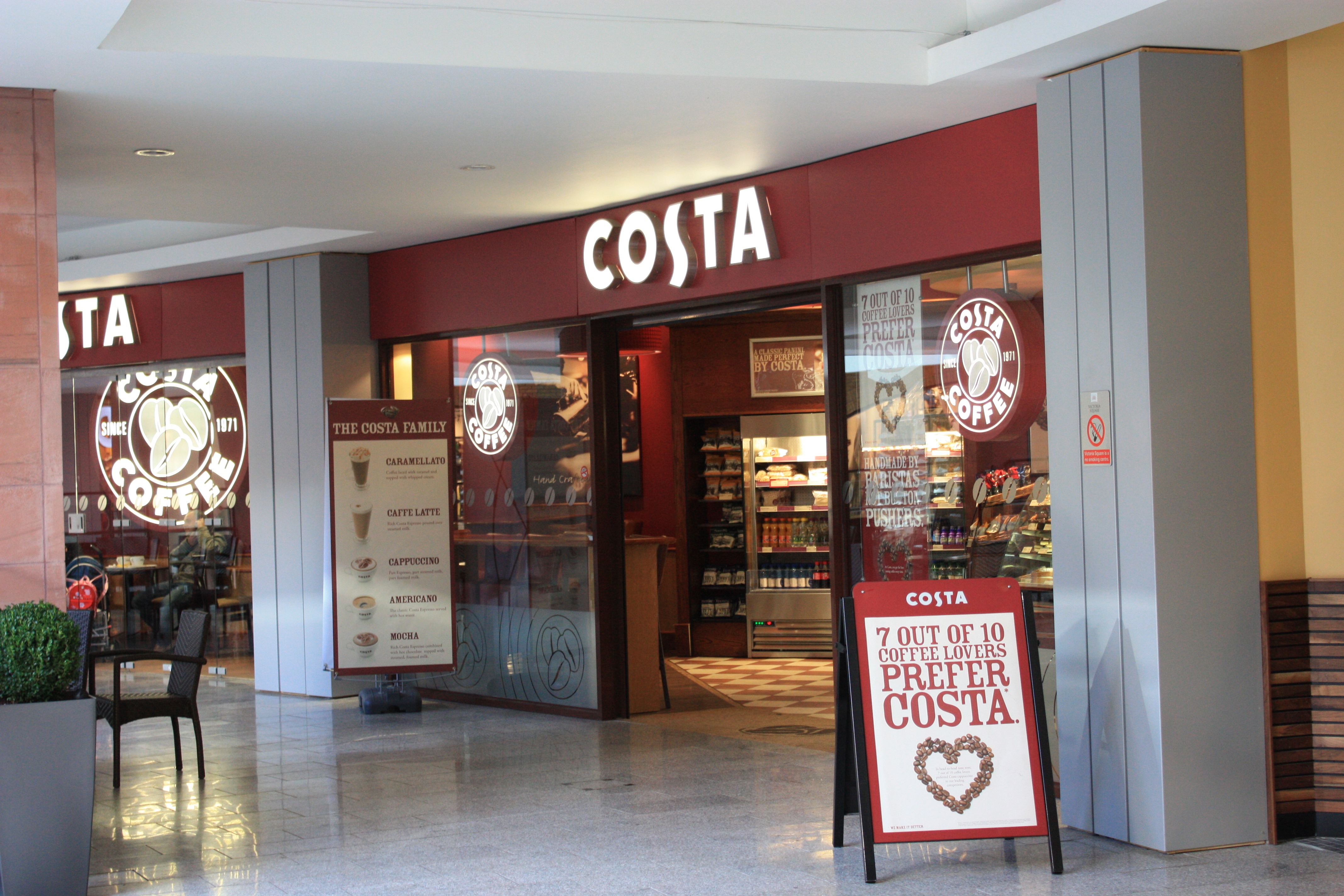
Een Costa-filiaal in Belfast

Costa Coffee is een internationale koffiehuisexploitant gevestigd in Dunstable, Verenigd Koninkrijk werd opgericht in 1971. In januari 2011 exploiteerde Costa Coffee 1.175 winkels in het Verenigd Koninkrijk en 442 winkels in 28 andere landen. Hiermee was Costa Coffee de grootste koffiehuisketen van het Verenigd Koninkrijk en,  na Starbucks, de tweede grootste koffiehuisketen ter wereld.
Het koffiehuisbedrijf was sponsor en organisator van de Britse Costa Book Awards, die vanaf 1971 jaarlijks in vijf categorieën werden uitgereikt, en de British Costa Short Story Awards, die vanaf 2012 werden uitgereikt, totdat de prijzen in 2022 werden stopgezet.
In augustus 2018 werd Costa Coffee door de eigenaar Whitbread verkocht aan Coca-Cola Company voor 3,9 miljard pond (bijna 4,4 miljard euro). In 2018 exploiteerde Costa Coffee al ongeveer 3.400 vestigingen in meer dan 30 landen.